# TCR Series 2020
Le TCR Series 2020 sono una serie di competizioni organizzate da Marcello Lotti. Questi campionati seguono le specifiche TCR, nate nel 2015 come alternativa più economica alle specifiche TC1 adottate nel WTCC. Il campionato principale sono è la coppa del mondo turismo, nata dalla fusione tra il campionato del mondo turismo e le TCR International Series, alla quale si affiancano diversi campionati regionali.

## TCR Russia Touring Car Championship
Come negli anni precedenti, il campionato TCR in Russia è la classe principale delle Russian Circuit Racing Series.

### Scuderie e piloti
| Scuderia           | Vettura                 | #  | Pilota              | Gare   |
| ------------------ | ----------------------- | -- | ------------------- | ------ |
| TAIF Motorsport    | Hyundai i30 N TCR       | 1  | Dimitrij Bragin     | 1-7    |
| TAIF Motorsport    | Volkswagen Golf GTI TCR | 87 | Marat Šarapov       | 7      |
| TAIF Motorsport    | Audi RS3 LMS TCR        | 89 | Timur Šigabutdinov  | 6-7    |
| Lukoil Racing Team | Audi RS3 LMS TCR        | 7  | Aleksej Dudukalo    | 1-7    |
| Lukoil Racing Team | Hyundai i30 N TCR       | 16 | Ivan Lukaševič      | 1-7    |
| Lukoil Racing Team | Hyundai i30 N TCR       | 43 | Andrej Maslennikov  | 1-7    |
| RUMOS Racing       | CUPRA TCR               | 8  | Vladimir Gorlač     | 1-7    |
| RUMOS Racing       | CUPRA TCR               | 47 | Lev Tolkačev        | 1-7    |
| Lada Sport Rosneft | Lada Vesta Sport TCR    | 11 | Kirill Ladygin      | 1-7    |
| Lada Sport Rosneft | Lada Vesta Sport TCR    | 30 | Michail Mityaev     | 1-7    |
| VRC-Team           | Hyundai i30 N TCR       | 14 | Klim Gavrilov       | 1-     |
| AG Team            | CUPRA TCR               | 17 | Pavel Kalmanovič    | 1-7    |
| AG Team            | Audi RS3 LMS TCR        | 18 | Rustam Fatkhutdinov | 1-7    |
| Carville Racing    | Volkswagen Golf GTI TCR | 27 | Andrej Radošnov     | 1      |
| Carville Racing    | Audi RS3 LMS TCR        | 27 | Andrej Radošnov     | 2-7    |
| Carville Racing    | CUPRA TCR               | 46 | Lev Nikitin         | 2      |
| Carville Racing    | Hyundai i30 N TCR       | 91 | Grigorij Burlutskij | 1-7    |
| Neva Motorsport    | CUPRA TCR               | 37 | Pavel Jašin         | 2, 4-5 |
| Neva Motorsport    | CUPRA TCR               | 38 | Andrej Jušin        | 4      |
| Racing Team        | Audi RS3 LMS TCR        | 41 | Il'ja Jekuševskij   | 1-6    |
| Akhmat Racing Team | Volkswagen Golf GTI TCR | 63 | Ibragim Akhmadov    | 1-2, 4 |
| Motor Sharks       | Honda Civic Type R TCR  | 83 | Anton Nemkin        | 1-5    |

### Calendario
| Gara | Gara | Circuito                 | Data         |
| ---- | ---- | ------------------------ | ------------ |
| 1    | G1   | Smolensk Ring            | 12 luglio    |
| 1    | G2   | Smolensk Ring            | 12 luglio    |
| 2    | G3   | Igora Drive              | 26 luglio    |
| 2    | G4   | Igora Drive              | 26 luglio    |
| 3    | G5   | Kazan Ring               | 9 agosto     |
| 3    | G6   | Kazan Ring               | 9 agosto     |
| 4    | G7   | Moscow Raceway           | 23 agosto    |
| 4    | G8   | Moscow Raceway           | 23 agosto    |
| 5    | G9   | Smolensk Ring            | 6 settembre  |
| 5    | G10  | Smolensk Ring            | 6 settembre  |
| 6    | G11  | Circuito NRING           | 20 settembre |
| 6    | G12  | Circuito NRING           | 20 settembre |
| 7    | G13  | Circuito di Fort Groznyj | 11 ottobre   |
| 7    | G14  | Circuito di Fort Groznyj | 11 ottobre   |

### Classifiche

#### Classifica piloti
| Pos. | Pilota              | SMO | SMO | IGO | IGO | KAZ | KAZ | MOS | MOS | SMO | SMO | NRG | NRG | GRO | GRO | Punti |
| ---- | ------------------- | --- | --- | --- | --- | --- | --- | --- | --- | --- | --- | --- | --- | --- | --- | ----- |
| 1    | Kirill Ladygin      | 2   | 3   | 1   | Rit | 9   | 1   | 1   | 9   | 4   | 2   | 14  | 1   | 7   | 5   | 211   |
| 2    | Klim Gavrilov       | NP  | NP  | 8   | 3   | 1   | 2   | 11  | 1   | 9   | 3   | 5   | 5   | 1   | 6   | 183   |
| 3    | Dmitrij Bragin      | 4   | 6   | 2   | 14  | 6   | 5   | 2   | 5   | 6   | 8   | 1   | 6   | 4   | 4   | 177   |
| 4    | Aleksej Dudukalo    | 8   | 1   | 3   | 4   | 2   | 13  | 7   | Rit | 7   | 1   | 2   | 8   | 10  | 8   | 174   |
| 5    | Michail Mityaev     | 1   | 2   | 9   | Rit | 5   | 7   | 3   | 7   | 3   | 7   | 3   | 10  | 2   | 7   | 174   |
| 6    | Ivan Lukaševič      | 3   | 12† | 5   | 1   | Rit | 11  | 6   | 4   | 1   | 14† | 10  | 9   | 5   | 3   | 155   |
| 7    | Grigorij Burlutskij | 6   | 4   | 7   | Rit | 3   | 3   | 5   | 8   | 2   | 5   | Rit | Rit | 9   | 2   | 142   |
| 8    | Andrej Maslennikov  | 5   | 5   | 6   | Rit | 8   | 4   | 4   | 2   | 5   | 11  | 6   | 2   | 12  | Rit | 136   |
| 9    | Pavel Kalmanovič    | 7   | 8   | 4   | 6   | 7   | 6   | Rit | 6   | 10  | 4   | 4   | 3   | 3   | 13  | 136   |
| 10   | Andrej Radošnov     | Rit | Rit | 13  | 2   | 10  | 12  | 9   | 3   | 8   | 12  | 7   | SQ  | 8   | 1   | 110   |
| 11   | Rustam Fathutdinov  | 11  | 10  | 10  | 5   | 4   | Rit | 8   | 10  | 14  | 6   | 11  | 4   | 6   | 11  | 100   |
| 12   | Lev Tolkačev        | 12  | Rit | 11  | 7   | 11  | 10  | 10  | 11  | 13  | 10  | 13  | Rit | 14  | 12  | 58    |
| 13   | Il'ja Jekuševskij   | 10  | 7   | Rit | 12  | 14  | 9   | 12  | 13  | 11  | Rit | 8   | 11  |     |     | 53    |
| 14   | Anton Nemkin        | 9   | Rit | 14  | 8   | 12  | 8   | 15  | 16  | 12  | 9   |     |     |     |     | 41    |
| 15   | Vladimir Gorlač     | 13  | 9   | Rit | 11  | 13  | 14† | 13  | 15  | 16  | Rit | 12  | 12  | 15  | 10  | 39    |
| 16   | Timur Šigabutdinov  |     |     |     |     |     |     |     |     |     |     | 9   | 7   | 11  | 9   | 28    |
| 17   | Pavel Jašin         |     |     | 12  | 10  |     |     | 14  | 12  | 15  | 13  |     |     |     |     | 20    |
| 18   | Ibragim Akhmadov    | 14  | 11  | 15  | 9   |     |     | 17  | 14  |     |     |     |     |     |     | 17    |
| 19   | Lev Nikitin         |     |     | Rit | 13  |     |     |     |     |     |     |     |     |     |     | 3     |
| 20   | Marat Šarapov       |     |     |     |     |     |     |     |     |     |     |     |     | 13  | Rit | 3     |
| 21   | Andrej Jušin        |     |     |     |     |     |     | 16  | 17  |     |     |     |     |     |     | 0     |
| Pos. | Pilota              | SMO | SMO | IGO | IGO | KAZ | KAZ | MOS | MOS | SMO | SMO | NRG | NRG | GRO | GRO | Punti |

| Colore  | Risultato             |
| ------- | --------------------- |
| Oro     | Vincitore             |
| Argento | 2º posto              |
| Bronzo  | 3º posto              |
| Verde   | Finito a punti        |
| Blu     | Finito senza punti    |
| Viola   | Ritirato (Rit)        |
| Viola   | Non classificato (NC) |
| Rosso   | Non qualificato (NQ)  |
| Nero    | Squalificato (SQ)     |
| Bianco  | Non partito (NP)      |
| Bianco  | Non ha gareggiato     |
| Bianco  | Infortunato (INF)     |
| Bianco  | Escluso (ES)          |
| Bianco  | Gara cancellata (C)   |

#### Classifica scuderie
| Pos. | Pilota             | SMO | SMO | IGO | IGO | KAZ | KAZ | MOS | MOS | SMO | SMO | NRG | NRG | GRO | GRO | Punti |
| ---- | ------------------ | --- | --- | --- | --- | --- | --- | --- | --- | --- | --- | --- | --- | --- | --- | ----- |
| 1    | Lada Sport Rosneft | 1   | 2   | 1   | Rit | 5   | 1   | 1   | 7   | 3   | 2   | 3   | 1   | 2   | 5   | 385   |
| 1    | Lada Sport Rosneft | 2   | 3   | 9   | Rit | 9   | 7   | 3   | 9   | 4   | 7   | 14  | 10  | 7   | 7   | 385   |
| 2    | Lukoil Racing Team | 3   | 5   | 3   | 4   | 2   | 11  | 4   | 2   | 1   | 11  | 2   | 2   | 5   | 3   | 304   |
| 2    | Lukoil Racing Team | 5   | 12† | 6   | Rit | Rit | 13  | 6   | 4   | 5   | 14† | 6   | 8   | 12  | Rit | 304   |
| 3    | Carville Racing    | 6   | 4   | 7   | 2   | 3   | 3   | 5   | 3   | 2   | 5   | 7   | Rit | 8   | 1   | 252   |
| 3    | Carville Racing    | Rit | Rit | 13  | Rit | 10  | 12  | 9   | 8   | 8   | 12  | Rit | SQ  | 9   | 2   | 252   |
| 4    | AG Team            | 7   | 8   | 4   | 5   | 4   | 6   | 8   | 6   | 10  | 4   | 4   | 3   | 3   | 11  | 236   |
| 4    | AG Team            | 11  | 10  | 10  | 6   | 7   | Rit | Rit | 10  | 14  | 6   | 11  | 4   | 6   | 13  | 236   |
| 5    | TAIF Motorsport    | 4   | 6   | 2   | 14  | 6   | 5   | 2   | 5   | 6   | 8   | 1   | 6   | 4   | 4   | 205   |
| 5    | TAIF Motorsport    |     |     |     |     |     |     |     |     |     |     | 9   | 7   | 11  | 9   | 205   |
| 6    | RUMOS Racing       | 12  | 9   | 11  | 7   | 11  | 10  | 10  | 11  | 13  | 10  | 12  | 12  | 14  | 10  | 97    |
| 6    | RUMOS Racing       | 13  | Rit | Rit | 11  | 13  | 14  | 13  | 15  | 16  | Rit | 13  | Rit | 15  | 12  | 97    |
| 7    | Racing Team        |     |     | Rit | 12  | 14  | 9   | 12  | 13  | 11  | Rit | 8   | 11  |     |     | 38    |
| Pos. | Pilota             | SMO | SMO | IGO | IGO | KAZ | KAZ | MOS | MOS | SMO | SMO | NRG | NRG | GRO | GRO | Punti |

| Colore  | Risultato             |
| ------- | --------------------- |
| Oro     | Vincitore             |
| Argento | 2º posto              |
| Bronzo  | 3º posto              |
| Verde   | Finito a punti        |
| Blu     | Finito senza punti    |
| Viola   | Ritirato (Rit)        |
| Viola   | Non classificato (NC) |
| Rosso   | Non qualificato (NQ)  |
| Nero    | Squalificato (SQ)     |
| Bianco  | Non partito (NP)      |
| Bianco  | Non ha gareggiato     |
| Bianco  | Infortunato (INF)     |
| Bianco  | Escluso (ES)          |
| Bianco  | Gara cancellata (C)   |

## TCR Ibérico Touring Car Series
Come nel 2019, le TCR Ibérico Touring Car Series continuano a essere un campionato indipendente. Il calendario 2020 si compone di due gare in Spagna e una in Portogallo.

### Calendario
| Gara | Gara | Circuito                       | Data       |
| ---- | ---- | ------------------------------ | ---------- |
| 1    | G1   | Circuito di Catalogna          | 11 ottobre |
| 1    | G2   | Circuito di Catalogna          | 11 ottobre |
| 2    | G3   | Circuito permanente del Jarama | 31 ottobre |
| 2    | G4   | Circuito permanente del Jarama | 31 ottobre |
| 3    | G5   | Circuito di Estoril            | 5 dicembre |
| 3    | G6   | Circuito di Estoril            | 5 dicembre |